# Ready to Die
Ready to Die je páté studiové album americké rockové skupiny The Stooges. Album vyšlo v dubnu 2013, šest let po předchozím The Weirdness, u vydavatelství Fat Possum Records. Jde o první album skupiny od roku 1973, kdy vyšlo Raw Power, na kterém se podílel kytarista James Williamson. Ten se ke skupině vrátil v roce 2009 po úmrtí kytaristy Rona Ashetona.

## Seznam skladeb
| Pořadí         | Název            | Délka |
| -------------- | ---------------- | ----- |
| 1.             | Burn             | 3:37  |
| 2.             | Sex and Money    | 3:18  |
| 3.             | Job              | 3:05  |
| 4.             | Gun              | 3:07  |
| 5.             | Unfriendly World | 3:46  |
| 6.             | Ready to Die     | 3:06  |
| 7.             | DD's             | 3:12  |
| 8.             | Dirty Deal       | 3:42  |
| 9.             | Beat That Guy    | 3:15  |
| 10.            | The Departed     | 4:36  |
| 11.            | Dying Breed      | 3:12  |
| Celková délka: | Celková délka:   | 37:56 |

## Obsazení
- Iggy Pop – zpěv
- James Williamson – kytara
- Mike Watt – baskytara
- Scott Asheton – bicí
- Steve Mackay – saxofon